# Jenrry Mejia
Jenrry Manuel Mejia (né le 11 octobre 1989 à Azua en République dominicaine) est un lanceur droitier de baseball.
Il joue pour les Mets de New York, surtout comme lanceur de relève, durant la saison 2010 puis de 2012 à 2015.
Le 12 février 2016, il est suspendu à vie par la Ligue majeure de baseball pour avoir à trois reprises échoué un test antidopage. Il est le premier joueur de l'histoire de la ligue à recevoir une punition aussi sévère pour dopage et est l'une des deux personnalités présentement bannies à vie du baseball majeur, l'autre étant Pete Rose.

## Carrière
Jenrry Mejia fait ses débuts dans les majeures le 7 avril 2010 avec les Mets de New York, dans un match face aux Marlins de la Floride.
Après seulement 5 matchs joués en 2011 pour les Bisons de Buffalo, principal club-école des Mets dans les ligues mineures, il subit une opération Tommy John au coude droit et ne revient au jeu que l'année suivante et effectue un bref retour chez les Mets pour 5 parties en toute fin de saison 2012.
Après l'opération, il renonce au rôle de lanceur partant qui était le sien dans les mineures et devient releveur, mais une nouvelle chirurgie visant à retirer des éclats d'os de son épaule droit vers la fin de la saison 2013 le renvoie sur la liste des joueurs blessés.
Finalement en santé, il passe toute la saison 2014 après n'avoir joué que 5 parties en 2013. Il débute la campagne dans le rôle de partant, mais, peu efficace, est assigné à l'enclos de relève au début mai. Il s'impose comme stoppeur de l'équipe et, amené en 9e manche pour protéger les avances des Mets, réalise 28 sauvetages. Sa moyenne de points mérités se chiffre à 3,65 pour la saison 2014, en 93 manches et deux tiers de travail. Cette moyenne est cependant gonflée par ses déboires de début d'année comme partant, puisqu'elle ne se chiffre qu'à 2,72 en 56 manches et un tiers lancées en relève.
Le 11 avril 2015, Mejia est suspendu 80 matchs par la Ligue majeure de baseball pour usage de stanozolol, un stéroïde anabolisant détecté par un test de dépistage de drogues.
Il réintègre les Mets le 12 juillet 2015, mais ne fait que 7 apparitions au monticule. Le 28 juillet, il est à nouveau suspendu pour un test de dopage positif, cette fois pour usage de Stanozolol et Boldenone. Comme le spécifie le règlement de la ligue pour une telle récidive, il est suspendu pour 162 matchs, soit l'équivalent d'une saison complète. Il est le premier joueur de l'histoire des majeures à écoper de 162 matchs de suspension pour avoir échoué un test de dépistage de drogue, et le second à recevoir une pénalité de 162 matchs après Alex Rodriguez, suspendu pour la saison 2014 non pas pour un test mais plutôt pour son implication dans l'affaire Biogenesis.
Le 12 février 2016, après avoir échoué un troisième test antidopage, Jenrry Mejia est suspendu à vie par la Ligue majeure de baseball. Mejia est le premier joueur banni à vie par le baseball majeur pour dopage. Il est la première personne bannie à vie par le commissaire Rob Manfred et le premier joueur à recevoir une sanction aussi sévère depuis Steve Howe, dont la suspension à vie pour abus de substances en 1992 fut renversée peu après. Mejia est aussi l'une des deux personnes vivantes bannies à vie par le baseball majeur, l'autre étant Pete Rose.

## Statistiques
| Saison | Équipe  | G  | GS | CG | SHO | V | D | SV | IP   | SO | ERA  |
| ------ | ------- | -- | -- | -- | --- | - | - | -- | ---- | -- | ---- |
| 2010   | NY Mets | 33 | 3  | 0  | 0   | 0 | 4 | 0  | 39.0 | 22 | 4,62 |
| Totaux | Totaux  | 33 | 3  | 0  | 0   | 0 | 4 | 0  | 39.0 | 22 | 4,62 |

Note : G = Matches joués ; GS = Matches comme lanceur partant ; CG = Matches complets ; SHO = Blanchissages ; 
V = Victoires ; D = Défaites ; SV = Sauvetages ; IP = Manches lancées ; SO = Retraits sur des prises ; ERA = Moyenne de points mérités.